# Dammgraben Lynow
Der Dammgraben Lynow ist ein Meliorationsgraben und linker Zufluss des Horstgrabens Horstwalde in Brandenburg.

## Verlauf
Der Graben beginnt am nördlichen Ende der Wohnbebauung von Lynow, einem von 23 Ortsteilen der Gemeinde Nuthe-Urstromtal. Er verläuft von dort rund 360 m in nordwestlicher Richtung und von dort weiter in nördlicher Richtung durch die Flemmingwiesen. Nach rund 800 m fließt von Osten kommend der Schulgraben zu. Nach weiteren 760 m folgt von Osten kommend der Rohrwiesengraben und schließlich nach rund 300 m ebenfalls aus Osten kommend der Wiesengraben. Sie alle entwässern die landwirtschaftlich genutzten Flächen der Flemmingwiesen. Kurz vor dem Wohnplatz Horstmühle geht er in den Horstgraben Horstwalde über, der von Osten zufließt.